# وزارة الدفاع (الولايات المتحدة)
وزارة الدفاع الأمريكية (بالإنجليزية: United States Department of Defense اختصاراً USDoD أو DoD)، هي وزارة تنفيذية تابعة للحكومة الفيدرالية للولايات المتحدة مكلفة بتنسيق جميع وكالات ووظائف الحكومة الأمريكية المعنية مباشرة بالأمن القومي والقوات المسلحة الأمريكية. اعتبارًا من يونيو 2022، أصبحت وزارة الدفاع الأمريكية أكبر جهة توظيف في العالم، إذ ضمت ما يتجاوز 1.34 مليون عضو في الخدمة الفعلية، بما في ذلك الجنود، وقوات البحرية، والبحارة، والطيارون والحراس. تحتفظ وزارة الدفاع الأمريكية أيضًا بأكثر من 778,000 فرد من الحرس الوطني وعناصر الاحتياط، وأكثر من 747,000 مدني ليتجاوز مجموع العاملين 2.87 مليون موظف. يقع المقر الرئيسي لوزارة الدفاع في مبنى البنتاغون في مقاطعة أرلنغتون في ولاية فرجينيا، على مشارف واشنطن العاصمة، وتتمثل المهمة المعلنة لوزارة الدفاع في توفير «القوات العسكرية اللازمة لردع الحرب وضمان أمن أمتنا».
يترأس وزارة الدفاع الأمريكية وزير الدفاع، الذي يشغل منصبًا على مستوى مجلس الوزراء وينقل التقارير مباشرة إلى رئيس الولايات المتحدة الأمريكية. تمتلك وزارة الدفاع ثلاث إدارات عسكرية تابعة لها: وزارة الجيش، ووزارة القوات البحرية ووزارة القوات الجوية. بالإضافة إلى ذلك، تخضع أربع أجهزة استخبارات وطنية لسيطرة وزارة الدفاع: وكالة استخبارات الدفاع (دي آي إيه)، ووكالة الأمن القومي الأمريكية (إن إس إيه)، الوكالة الوطنية للاستخبارات الجغرافية المكانية (إن جي إيه) ومكتب الاستطلاع الوطني (إن آر أو). تشمل وكالات وزارة الدفاع الأخرى كلًا من وكالة مشاريع أبحاث الدفاع المتقدمة (داربا)، ووكالة الدفاع اللوجستية (دي إل إيه)، ووكالة الدفاع الصاروخي (إم دي إيه)، ووكالة الدفاع الصحية (دي إتش إيه)، ووكالة الدفاع المعنية بخفض التهديدات (دي تي آر إيه)، ووكالة مكافحة التجسس والأمن الدفاعية (دي سي إس إيه)، ووكالة التطوير الفضائي (إس دي إيه) ووكالة حماية قوات البنتاغون (بّي إف بّي إيه)، إذ يُعد كل منها فرعًا تابعًا لوزارة الدفاع. بالإضافة إلى ذلك، تتولى وكالة إدارة عقود الدفاع (دي سي إم إيه) مسؤولية إدارة العقود الخاصة بوزارة الدفاع. تخضع العمليات العسكرية للتنظيم والإدارة من خلال إحدى عشر قيادة قتالية موحدة إقليمية أو وظيفية. تدير وزارة الدفاع أيضًا العديد من مدارس الخدمات المشتركة، بما في ذلك مدرسة أيزنهاور (إي إس) والكلية الحربية الوطنية (إن دبليو سي).

## لمحة تاريخية
في مواجهة التوترات المتزايدة بين المستعمرات الثلاث عشرة والحكومة البريطانية، نصت إحدى الإجراءات الأولى التي اتخذها الكونغرس القاري الأول في سبتمبر 1774 على بدء المستعمرات في تجهيز دفاعاتها العسكرية. في منتصف يونيو 1775، بعد اندلاع حرب الاستقلال الأمريكية، أدرك الكونغرس القاري الثاني ضرورة وجود جيش وطني من شأنه التحرك والقتال خارج حدود أي مستعمرة، ليبدأ تنظيم الجيش القاري في 14 يونيو 1775. يحتفل الأمريكيون بذكرى هذا اليوم سنويًا تحت اسم يوم العلم. في وقت لاحق من هذا العام، أقر الكونغرس أيضًا بإنشاء البحرية القارية في 13 أكتوبر، وقوات مشاة البحرية القارية في 10 نوفمبر.

### وزارة الحرب ووزارة القوات البحرية
بعد انعقاد أول كونغرس أمريكي في 4 مارس 1789، صدر قرار بتعليق التشريع الخاص بإنشاء قوة دفاع عسكرية، نظرًا إلى الانشغال بأمور أخرى ذات صلة بتشكيل الحكومة الجديدة. خلال تلك الفترة، ذهب الرئيس جورج واشنطن مرتين إلى الكونغرس لتذكيرهم بواجبهم في إنشاء جيش للبلاد. في اليوم الأخير من الدورة الموافق لتاريخ 29 سبتمبر 1789، أنشأ الكونغرس في نهاية المطاف وزارة الحرب. تولت وزارة الحرب الشؤون البحرية حتى إنشاء الكونغرس لوزارة القوات البحرية في عام 1798. نقل وزيرا هاتين الوزارتين تقاريرهما بشكل مباشر إلى الرئيس باعتبارهما مستشارين على مستوى مجلس الوزراء حتى عام 1949، عندما أصبحت جميع الإدارات والوزارات الدفاعية تابعة لسلطة وزير الدفاع.

### المؤسسة العسكرية الوطنية
بعد نهاية الحرب العالمية الثانية، اقترح الرئيس هاري ترومان إنشاء وزارة موحدة للدفاع الوطني. في رسالة خاصة إلى الكونغرس في 19 ديسمبر 1945، أشار الرئيس إلى الإنفاق العسكري المسرف والصراعات بين الإدارات والوزارات العسكرية المختلفة. استمرت المشاورات في الكونغرس لعدة أشهر مع التركيز بشكل كبير على دور الجيش في المجتمع والتهديدات المحتملة لترك السلطة العسكرية إلى حد كبير في يد السلطات التنفيذية.
في 26 يوليو 1947، وقّع ترومان على قانون الأمن القومي لعام 1947، الذي نص على إنشاء قيادة عسكرية موحدة تحت اسم المؤسسة العسكرية الوطنية، بالإضافة إلى إنشاء وكالة المخابرات المركزية، ومجلس الأمن القومي الأمريكي، ومجلس موارد الأمن القومي، والقوات الجوية الأمريكية (القوات الجوية لجيش الولايات المتحدة سابقًا) وهيئة الأركان المشتركة. وضع القانون المؤسسة العسكرية الوطنية تحت سيطرة وزير دفاع واحد. بدأت المؤسسة العسكرية الوطنية عملياتها رسميًا في 18 سبتمبر، في اليوم التالي لموافقة مجلس الشيوخ على تعيين جيمس في فوريستال كأول وزير دفاع. أُعيدت تسمية المؤسسة العسكرية الوطنية إلى «وزارة الدفاع» في 10 أغسطس 1949، لتضم الوزارة الإدارات العسكرية الثلاث على مستوى مجلس الوزراء، بعد تعديل قانون عام 1947 الأصلي. يُزعم أن قرار إعادة التسمية عائد إلى اختصار المؤسسة، «إن إم إي»، الذي يُنطق «إنيمي» أي عدو.
بموجب قانون إعادة تنظيم وزارة الدفاع لعام 1958 (القانون العام 85 - 599)، خضعت قنوات السلطة داخل الوزارة لعدد من التنسيقات مع الحفاظ على السلطة العادية للإدارات العسكرية فيما يتعلق بتنظيم القوات المرتبطة بها، وتجهيزها وتدريبها. أوضح القانون امتلاك وزير الدفاع سلطة اتخاذ القرار الشاملة فيما يتعلق بهذه الإدارات العسكرية التابعة، وحدد بشكل أفضل سلسلة القيادة التي تخضع لها القوات العسكرية الأمريكية (التي كونتها الإدارات العسكرية) إذ امتدت سلسلة القيادة من الرئيس إلى وزير الدفاع، ثم رئيس شعبة قائد (قادة) المقاتلين الموحدين ثم إلى قائد (قادة) المقاتلين الموحدين. نص هذا التشريع أيضًا على إنشاء هيئة بحثية مركزية تحت اسم وكالة مشاريع أبحاث الدفاع المتقدمة، التي عُرفت فيما بعد باسم داربا. يعود فضل تأسيس هذه الهيئة إلى إدارة أيزنهاور التي كتبت مسودة القانون وروجت له ليُعترف به كقانون فعلي في 6 أغسطس 1958.

## البنية التنظيمية
يُعتبر وزير الدفاع، الذي يعينه الرئيس بناءً على مشورة مجلس الشيوخ وموافقته، بموجب القانون الفيدرالي (10 يو. إس. سي. § 113) رئيس وزارة الدفاع، و«المساعد الرئيسي للرئيس في جميع الأمور المتعلقة بوزارة الدفاع»، ولديه «السلطة، والتوجيه والسيطرة على وزارة الدفاع». نظرًا إلى امتلاك الرئيس والكونغرس بموجب الدستور كامل السلطة العسكرية، فإن السلطة الشرعية لوزير الدفاع مشتقة من سلطتهما الدستورية. بالإضافة إلى ذلك، بما أن مشاركة الرئيس أو الكونغرس في كل جزئية من شؤون وزارة الدفاع أمر غير عملي، تقع مسؤولية ممارسة السلطة العسكرية على وزير الدفاع والمسؤولين المرؤوسين له.
تتألف وزارة الدفاع من مكتب وزير الدفاع (أو إس دي)، وهيئة الأركان المشتركة (جيه سي إس)، والأركان المشتركة (جيه إس)، ومكتب المفتش العام (دي أو دي آي جي)، والقيادات القتالية الموحدة، والإدارات العسكرية (وزارة الجيش (دي إيه)، ووزارة القوات البحرية (دي أو إن) ووزارة القوات الجوية (دي إيه إف))، ووكالات الدفاع وإدارة نشاطات الدفاع الميدانية، ومكتب الحرس الوطني (إن جي بي)، وغيرها من المكاتب، والوكالات، والأنشطة، والمنظمات والقيادات التي أنشأها أو عينها الرئيس، أو وزير الدفاع أو بموجب القانون.
يصف الأمر التوجيهي لوزارة الدفاع رقم 5100.01 العلاقات التنظيمية داخل الوزارة ويمثل الإصدار الأساسي الذي حدد الوظائف الرئيسية للوزارة. وُقعت أحدث نسخة بواسطة وزير الدفاع السابق روبرت غيتس في ديسمبر 2010، إذ كانت هذه النسخة أول إعادة كتابة رئيسية منذ عام 1987.

## معرض صور

## مواضيع مرتبطة
- جامعة الدفاع الوطني
- القوات المسلحة الأمريكية
- قيادة مقاتلة موحدة
- قيادة الطيران والصواريخ بجيش الولايات المتحدة

## وصلات خارجية
- وزارة دفاع الولايات المتحدة على موقع الموسوعة البريطانية (الإنجليزية)
- موقع وزارة الدفاع الأمريكية